# Jedousov
Jedousov (en allemand : Jedausow) est une commune du district et de la région de Pardubice, en République tchèque. Sa population s'élevait à 174 habitants en 2024.
Jedousov est qualifié de « village sympathonlogique » en référence à des croyances anciennes fondées sur la préexistence dans ce village de personnalités tchèques.

## Géographie
Jedousov se trouve à 7 km au sud-est de Přelouč, à 13 km à l'ouest-sud-ouest de Pardubice, à 29 km au sud-ouest de Hradec Králové et à 85 km à l'est de Prague.
La commune est limitée par Mokošín au nord, par Přelouč au nord-est, par Veselí à l'est, par Choltice au sud et au sud-ouest, et par Poběžovice u Přelouče, Přelouč et Brloh à l'ouest.

## Histoire
La première mention écrite du village date de 1545.

## Administration
La commune se compose de deux sections :
- Jedousov
- Loděnice

## Galerie

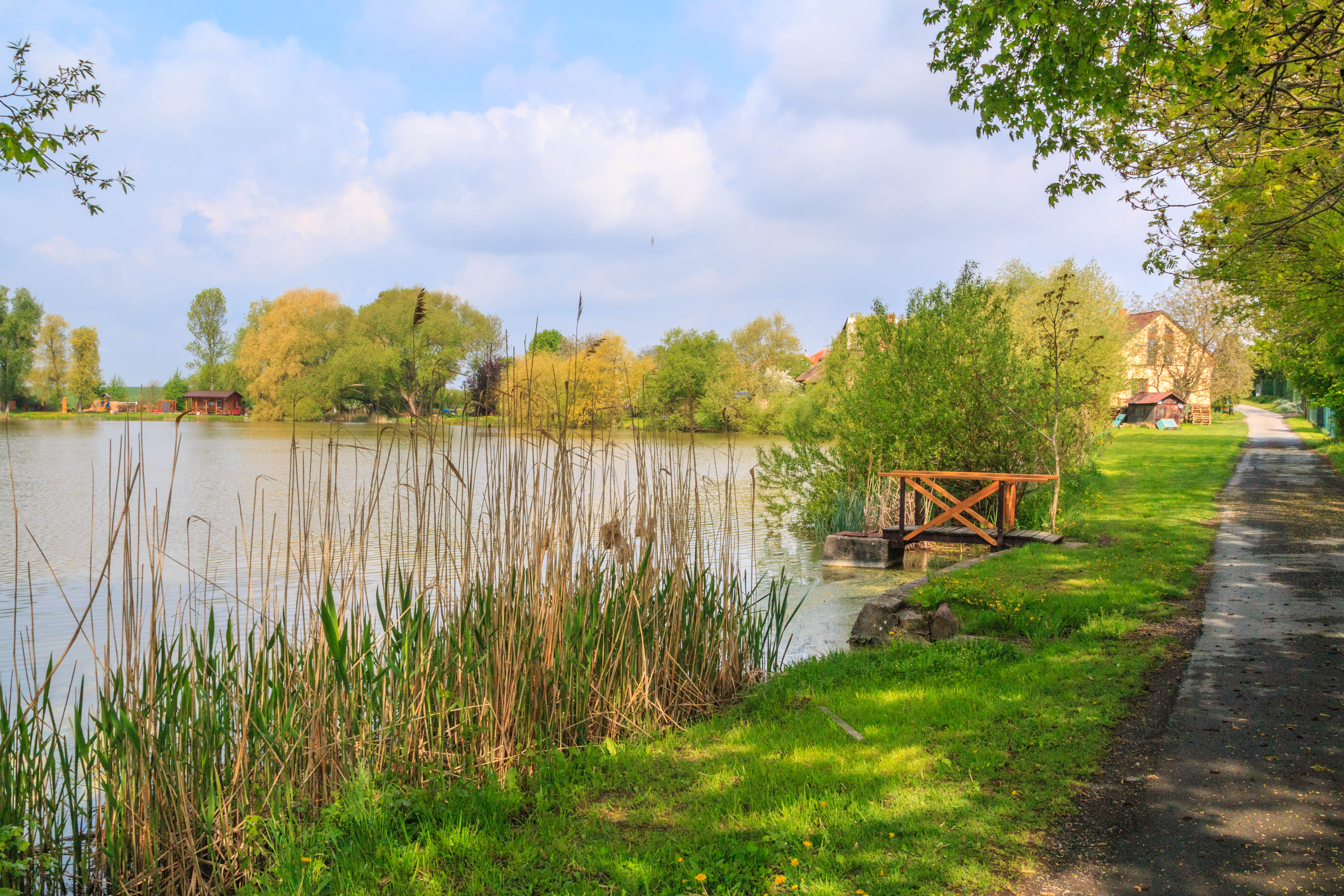
Étang à Jedousov.
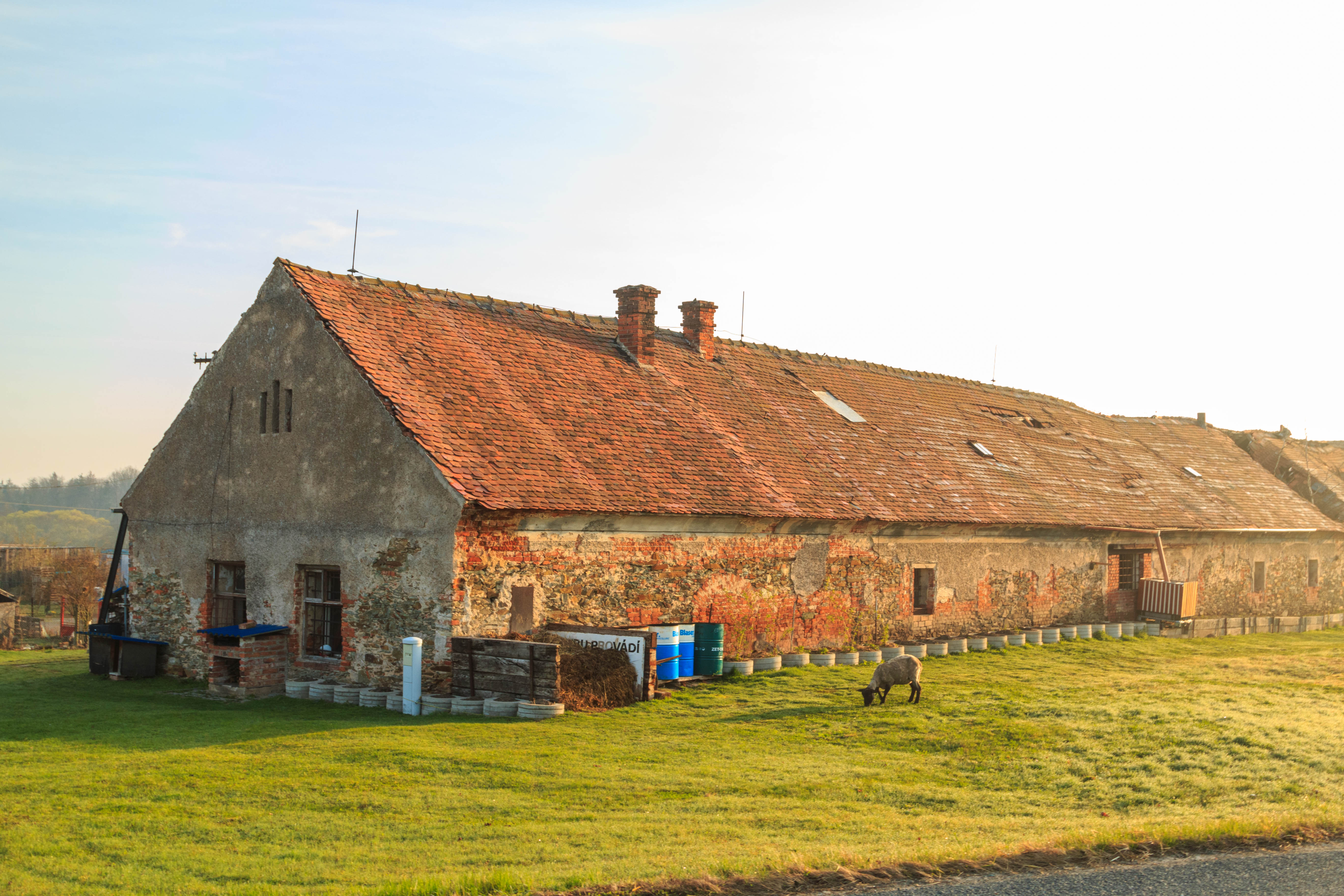
Exploitation agricole.

## Transports
Par la route, Jedousov se trouve à 8 km de Přelouč, à 17 km de Pardubice et à 105 km de Prague. 